# Сталбеков, Нурдоолот Сталбекович
Нурдоолот Сталбекович Сталбеков (род. 13 сентября 2001) — киргизский футболист, полузащитник белорусского клуба «Ислочь» и сборной Кыргызстана.

## Клубная карьера
Начал карьеру в клубе «Академия-Лидер» из города Ош в 2019 году. В чемпионате Кыргызстана Сталбеков дебютировал 19 октября 2019 года в матче против «Алая» (1:2). Следующий сезон начал в стане команды «Лидер-Чемпион», которая образовалась после разделения «Академии» на два клуба. За «Лидер» Нурдоолот так и не сыграл, поскольку команда после первого тура прекратила существование. Летом 2020 года он перешёл в столичный «Илбирс», где провёл вторую половину сезона 2020 года.
В январе 2020 года подписал контракт с ошским «Алаем», а в 2023 году продлил своё соглашение ещё на один сезон. За время выступления в «Алае» становился обладателем Суперкубка Кыргызстана, дважды являлся вице-чемпионом Кыргызстана и сыграл в Кубке АФК. По итогам 2022 года был в числе номинантов на звание лучшего молодого футболиста Кыргызстана.
В январе 2025 года перешёл в белорусский клуб «Ислочь».

## Карьера в сборной
В 2019 году вызывался в стан сборной Кыргызстана до 18 лет для участия в Мемориале Гранаткина, где сыграл три игры. Приглашался в олимпийскую сборную страны, в составе которой участвовал в отборочном турнире к Кубку Азии 2024 для сборных до 23 лет.
В 2023 году дебютировал за национальную сборную Кыргызстана в товарищеской игре (не признанной ФИФА) против Узбекистана (1:4). В январе 2024 года главный тренер Штефан Таркович включил Сталбекова в список игроков на Кубок Азии 2023 года, который пройдёт в Катаре.

## Достижения
- Серебряный призёр чемпионата Кыргызстана: 2022, 2023
- Обладатель Суперкубка Кыргызстана: 2023